# Tour der französischen Rugby-Union-Nationalmannschaft nach Argentinien 1977
| Tour der Franzosen nach Argentinien 1977 | Tour der Franzosen nach Argentinien 1977 | Tour der Franzosen nach Argentinien 1977 | Tour der Franzosen nach Argentinien 1977 | Tour der Franzosen nach Argentinien 1977 |
| Übersicht                                | S                                        | G                                        | U                                        | N                                        |
| ---------------------------------------- | ---------------------------------------- | ---------------------------------------- | ---------------------------------------- | ---------------------------------------- |
| Test Matches                             | 2                                        | 1                                        | 1                                        | 0                                        |
| Sonstige Spiele                          | 5                                        | 5                                        | 0                                        | 0                                        |
| Gesamt                                   | 7                                        | 6                                        | 1                                        | 0                                        |
|                                          |                                          |                                          |                                          |                                          |
| Argentinien                              | 2                                        | 1                                        | 1                                        | 0                                        |

Die Tour der französischen Rugby-Union-Nationalmannschaft nach Argentinien 1977 umfasste eine Reihe von Freundschaftsspielen der französischen Rugby-Union-Nationalmannschaft. Sie reiste von Mitte Juni bis Anfang Juli 1977 durch Argentinien und bestritt während dieser Zeit sieben Spiele. Darunter waren zwei Test Matches gegen die argentinische Nationalmannschaft, die mit einem Sieg und einem Unentschieden endeten. Auf dem Programm standen außerdem fünf Spiele gegen regionale Auswahlmannschaften, die alle von den Franzosen gewonnen werden konnten.

## Spielplan
- Hintergrundfarbe grün = Sieg
- Hintergrundfarbe gelb = Unentschieden

(Test Matches sind grau unterlegt; Ergebnisse aus der Sicht Frankreichs)
| # | Datum         | Gegner                         | Ort          | Stadion                    | Ergebnis |
| - | ------------- | ------------------------------ | ------------ | -------------------------- | -------- |
| 1 | 11. Juni 1977 | Unión de Rugby de Buenos Aires | Buenos Aires | Estadio Ferro Carril Oeste | 38:4     |
| 2 | 15. Juni 1977 | Interior                       | Salta        | Jockey Club                | 28:12    |
| 3 | 18. Juni 1977 | Seleccionado de Clubes         | Buenos Aires | Estadio Ferro Carril Oeste | 23:6     |
| 4 | 22. Juni 1977 | Unión de Rugby de Cuyo         | Mendoza      | Marista Rugby Club         | 25:4     |
| 5 | 25. Juni 1977 | Argentinien                    | Buenos Aires | Estadio Ferro Carril Oeste | 26:3     |
| 6 | 28. Juni 1977 | Unión Santafesina de Rugby     | Paraná       | Estudiantes de Paraná      | 34:6     |
| 7 | 02. Juli 1977 | Argentinien                    | Buenos Aires | Estadio Ferro Carril Oeste | 18:18    |

## Test Matches
| 25. Juni 1977 | Argentinien        | 3 : 26        | Frankreich                                                                   | Estadio Ferro Carril Oeste, Buenos Aires Schiedsrichter: Roger Quittenton (England) |
| 25. Juni 1977 | Straftritte: Porta | (3:6) Bericht | Versuche: Bertranne Bustaffa Straftritte: Aguirre Romeu (4) Dropgoals: Romeu | Estadio Ferro Carril Oeste, Buenos Aires Schiedsrichter: Roger Quittenton (England) |

Aufstellungen:
- Argentinien: Martín Alonso, Daniel Beccar, Gonzalo Beccar, Jorge Braceras, Eliseo Branca, Adolfo Cappelletti, Mario Carluccio, Jorge Carracedo, Ricardo Castagna, José Fernández, Jorge Gauweloose, Fernando Insua, Ricardo Mastai, Horacio Mazzini, Hugo Porta  
 Auswechselspieler: Fernando Bustillo
- Frankreich: Jean-Michel Aguirre, Jean-Luc Averous, Roland Bertranne, Yves Brunet, Daniel Bustaffa, Gérard Cholley, Jacques Fouroux , Alain Guilbert, Jean-François Imbernon, Michel Palmié, Robert Paparemborde, Jean-Pierre Rives, Jean-Pierre Romeu, François Sangalli, Jean-Claude Skrela

| 2. Juli 1977 | Argentinien            | 18 : 18       | Frankreich               | Estadio Ferro Carril Oeste, Buenos Aires Schiedsrichter: Roger Quittenton (England) |
| 2. Juli 1977 | Straftritte: Porta (6) | (9:0) Bericht | Straftritte: Aguirre (6) | Estadio Ferro Carril Oeste, Buenos Aires Schiedsrichter: Roger Quittenton (England) |

Aufstellungen:
- Argentinien: Martín Alonso, Daniel Beccar, Gonzalo Beccar, Eliseo Branca, Adolfo Cappelletti, Mario Carluccio, Jorge Carracedo, José Costante, José Fernández, Jorge Gauweloose, Fernando Insua, Tomás Landajo, Horacio Mazzini, Hugo Porta , Raúl Sanz 
 Auswechselspieler: Fernando Bustillo, Ricardo Mastai
- Frankreich: Jean-Michel Aguirre, Roland Bertranne, Daniel Bustaffa, Gérard Cholley, Michel Droitecourt, Jacques Fouroux , Alain Guilbert, Jean-François Imbernon, Michel Palmié, Jean-Pierre Rives, Jean-Pierre Romeu, François Sangalli, Jean-Claude Skrela, Christian Swierczinski, Armand Vaquerin